# マーク・ギラン
マーク・ギラン（Mark Gillan）は、イギリスのF1エンジニア。
航空工学で培った空気力学知識をベースにした、数値制御に特化した、車輛に関するデータと機械制御を扱うスペシャリストである。

## 経歴
1986年から1993年、航空工学を専攻し、ボブ・ベルと同じく北アイルランドのベルファストにあるクイーンズ大学を卒業し、学士号と博士号を取得。
1998年まで学外・学内で研究職を続けるも、同年春、マクラーレンの雇用を受け、当初から上級エンジニア待遇で、責任のある役職に据えられ、4年間在職した。
後を追うようにして着任するマーク・プレストンのマクラーレン・MP4-18=MP4-19車体技術移植プロジェクトでの肩書がプリンシパルデザイナーであった。
2002年5月から2005年まで、ジャガー・レーシングとレッドブル・レーシングで、車両性能責任者とチーフレースエンジニア。
2005年、サリー大学からの招聘に応じ、教職に戻った。
2006年、トヨタ・モータースポーツから声がかかり、2007年1月から2009年12月まで、空気力学のヘッドを務めた。
2010年1月、ギラン・コンサルティング社(Gillan Consulting Ltd.)を立ち上げ、その受注業務として、2011年9月から2012年12月まで、ウィリアムズ・レーシングでチーフオペレーションエンジニアを務めた。